# Maurice Zermatten

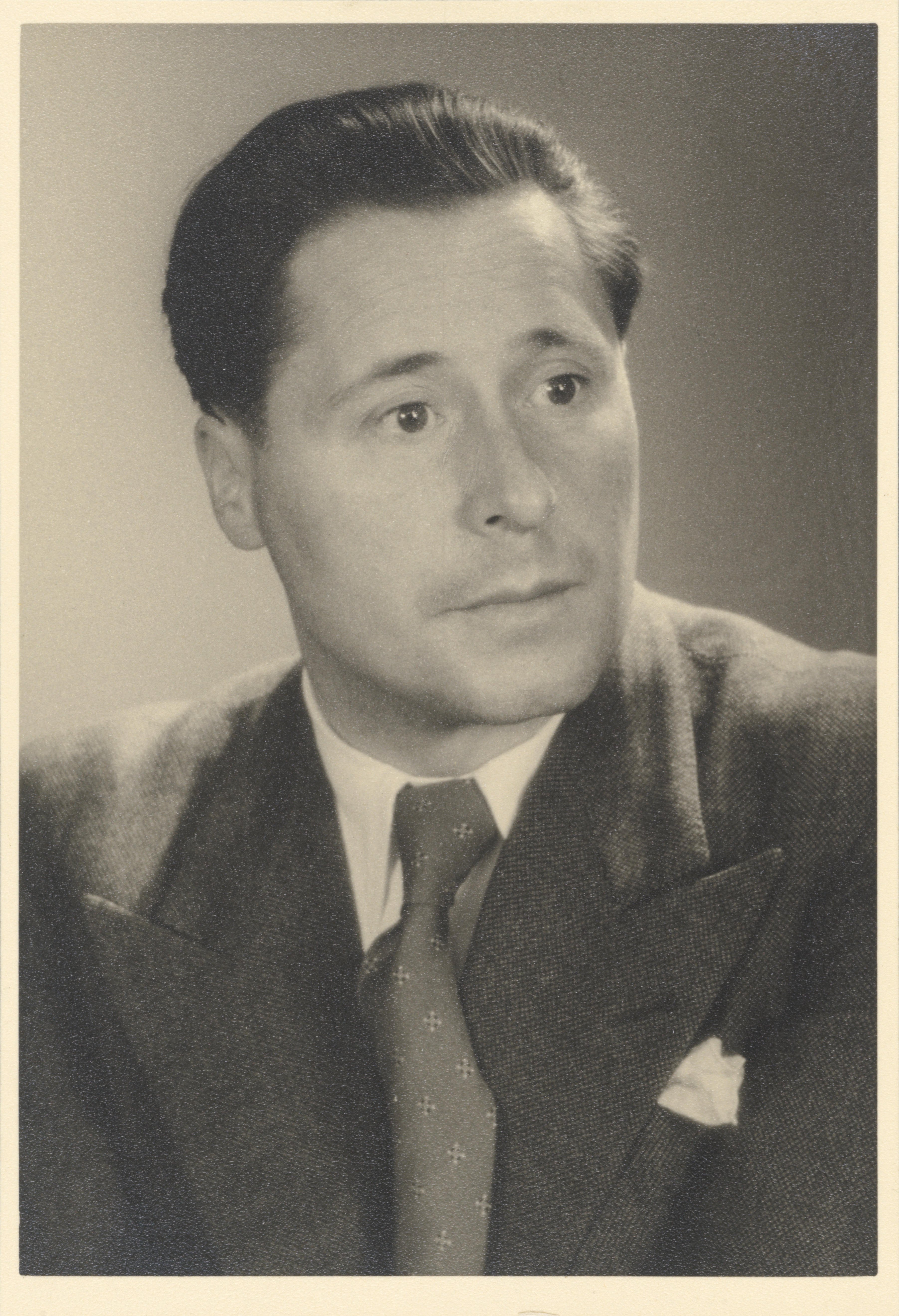
Maurice Zermatten (1955)

Maurice Zermatten (* 22. Oktober 1910 in Saint-Martin, Wallis; † 11. Februar 2001 in Sion) war ein Schweizer Schriftsteller.
Im Zentrum von Zermattens literarischem Schaffen stand sein Heimatkanton Wallis. Er beschrieb Menschen aus dem bäuerlichen Milieu in moralischen und religiösen Grenzsituationen. Sein erster Roman Le coeur inutile wurde 1936 veröffentlicht; weitere Romane sind La Colère de Dieu (1940), Christine (1944) und La Porte blanche (1973).
Ausserdem veröffentlichte er literaturkritische Werke über mehrere Schweizer Autoren, darunter Charles Ferdinand Ramuz, Gonzague de Reynold und Léon Savary.
Als Präsident der Schweizerischen Schriftsteller-Vereins (1967–71) löste er die Abspaltung der 1970 gegründeten Gruppe Olten aus, als er das amtliche Zivilverteidigungsbuch ins Französische übersetzte, das im Geist des Kalten Krieges die Bevölkerung zu gegenseitiger Bespitzelung aufforderte und in alle Haushaltungen verteilt wurde.

## Auszeichnungen
- Einzelwerkspreise der Schweizerischen Schillerstiftung (1938 und 1946)
- Preis der Welti-Stiftung für das Drama (1951) für Isabelle de Chevron
- Gottfried-Keller-Preis (1959).